# Вольная борьба на летних Олимпийских играх 1968 — до 97 кг
Соревнования по вольной борьбе в рамках Олимпийских игр 1968 года в полутяжёлом весе (до 97 килограммов) прошли в Мехико с 17 по 29 октября 1968 года в «Ice Rink of the Insurgents».
Турнир проводился по системе с начислением штрафных баллов.
- 0 штрафных очков в случае чистой победы или дисквалификации противника, а также неявки;
- 0,5 штрафных очка в случае победы ввиду явного технического превосходства (на восемь и более баллов);
- 1 штрафное очко в случае победы по баллам (с разницей менее восьми баллов);
- 2 штрафных очка в случае результативной ничьей;
- 2,5 штрафных очка в случае безрезультатной ничьей (пассивной ничьей);
- 3 штрафных очка в случае поражения по баллам (с разницей менее восьми баллов);
- 3,5 штрафных очка в случае поражения ввиду явного технического превосходства соперника (на восемь и более баллов);
- 4 штрафных очка в случае чистого поражения или дисквалификации а также неявки.

Трое оставшихся борцов выходили в финал, где проводили встречи между собой. Встречи между финалистами, состоявшиеся в предварительных схватках, шли в зачёт. Схватка по регламенту турнира продолжалась 9 минут в три трёхминутных периода, в партер ставили менее активного борца. Мог быть назначен овертайм. 
В полутяжёлом весе боролись 16 участников. Самым молодым участником был 10-летний Даниэль Верник, самым возрастным 35-летний Саид Мустафов.  Действующим чемпионом мира и Европы 1967 года был Ахмет Айик; конкуренцию ему мог составить чемпион Европы 1966 года и вице-чемпион мира и Европы 1967 года Шота Ломидзе. Они оба предсказуемо вышли в финал, вместе с венгерским борцом Иожефом Чатари. Венгр уступил по очереди и Ломидзе, и Айику, и остался с бронзовой наградой. Айик и Ломидзе свели свою встречу вничью, чего было достаточно Аийку исходя из разницы в штрафных баллах. 

## Призовые места
- Ахмет Айик (TUR)
- Шота Ломидзе (URS)
- Иожеф Чатари (HUN)

## Первый круг
| Штрафных баллов | Участник 1                   | Результат               | Участник 2           | Штрафных баллов |
| --------------- | ---------------------------- | ----------------------- | -------------------- | --------------- |
| 1               | Джесс Льюис (USA)            | По очкам                | Герд Бахманн (GDR)   | 3               |
| 1               | Сунити Кавано (JPN)          | По очкам                | Николае Негут (ROU)  | 3               |
| 0               | Рышард Длугож (POL)          | Туше (1:33)             | Алексис Нихон (BAH)  | 4               |
| 0,5             | Хорлоогийн Баянмунх (MGL)    | За явным превосходством | Эд Миллард (CAN)     | 3,5             |
| 1               | Иожеф Чатари (HUN)           | По очкам                | Петер Ютцелер (SUI)  | 3               |
| 0,5             | Шота Ломидзе (URS)           | За явным превосходством | Хайнц Киль (FRG) ¹   | 3,5             |
| 0,5             | Мослем Эскандар-Филаби (IRI) | За явным превосходством | Даниэль Верник (ARG) | 3,5             |
| 1               | Ахмет Айик (TUR)             | По очкам                | Саид Мустафов (BUL)  | 3               |

¹ Снялся с соревнований

## Второй круг
| Штрафных баллов | Участник 1                | Результат   | Участник 2                   | Штрафных баллов |
| --------------- | ------------------------- | ----------- | ---------------------------- | --------------- |
| 2               | Джесс Льюис (USA)         | По очкам    | Сунити Кавано (JPN)          | 4               |
| 5               | Николае Негут (ROU)       | Ничья       | Герд Бахманн (GDR)           | 5               |
| 4,5             | Эд Миллард (CAN)          | По очкам    | Рышард Длугож (POL)          | 3               |
| 0,5             | Хорлоогийн Баянмунх (MGL) | Туше (1:17) | Алексис Нихон (BAH)          | 8               |
| 1,5             | Шота Ломидзе (URS)        | По очкам    | Иожеф Чатари (HUN)           | 4               |
| 4               | Петер Ютцелер (SUI)       | По очкам    | Мослем Эскандар-Филаби (IRI) | 3,5             |
| 3,5             | Саид Мустафов (BUL)       | Туше (3:15) | Даниэль Верник (ARG)         | 7,5             |
| 1               | Ахмет Айик (TUR)          | Пропускал   |                              |                 |

## Третий круг
| Штрафных баллов | Участник 1                | Результат   | Участник 2                   | Штрафных баллов |
| --------------- | ------------------------- | ----------- | ---------------------------- | --------------- |
| 4               | Джесс Льюис (USA)         | Ничья       | Ахмет Айик (TUR)             | 3,5             |
| 6               | Герд Бахманн (GDR)        | По очкам    | Сунити Кавано (JPN)          | 7               |
| 4               | Рышард Длугож (POL)       | По очкам    | Николае Негут (ROU)          | 8               |
| 4               | Иожеф Чатари (HUN)        | Туше (9:02) | Эд Миллард (CAN)             | 8,5             |
| 1,5             | Хорлоогийн Баянмунх (MGL) | По очкам    | Петер Ютцелер (SUI)          | 7               |
| 2,5             | Шота Ломидзе (URS)        | По очкам    | Мослем Эскандар-Филаби (IRI) | 6,5             |
| 3,5             | Саид Мустафов (BUL)       | Пропускал   |                              |                 |

## Четвёртый круг
| Штрафных баллов | Участник 1          | Результат | Участник 2                | Штрафных баллов |
| --------------- | ------------------- | --------- | ------------------------- | --------------- |
| 4,5             | Саид Мустафов (BUL) | По очкам  | Джесс Льюис (USA)         | 7               |
| 4,5             | Ахмет Айик (TUR)    | По очкам  | Рышард Длугож (POL)       | 7               |
| 5               | Иожеф Чатари (HUN)  | По очкам  | Хорлоогийн Баянмунх (MGL) | 4,5             |
| 2,5             | Шота Ломидзе (URS)  | Пропускал |                           |                 |

## Пятый круг
| Штрафных баллов | Участник 1         | Результат   | Участник 2                | Штрафных баллов |
| --------------- | ------------------ | ----------- | ------------------------- | --------------- |
| 5               | Шота Ломидзе (URS) | Ничья       | Саид Мустафов (BUL)       | 7               |
| 4,5             | Ахмет Айик (TUR)   | Туше (1:02) | Хорлоогийн Баянмунх (MGL) | 8,5             |
| 5               | Иожеф Чатари (HUN) | Пропускал   |                           |                 |

## Финал

### Встреча 1
| Штрафных баллов | Участник 1         | Результат | Участник 2         | Штрафных баллов |
| --------------- | ------------------ | --------- | ------------------ | --------------- |
| 6               | Шота Ломидзе (URS) | По очкам  | Иожеф Чатари (HUN) | 8               |
| 4,5             | Ахмет Айик (TUR)   | Пропускал |                    |                 |

### Встреча 2
| Штрафных баллов | Участник 1         | Результат    | Участник 2         | Штрафных баллов |
| --------------- | ------------------ | ------------ | ------------------ | --------------- |
| 5               | Ахмет Айик (TUR)   | Туше (10:12) | Иожеф Чатари (HUN) | 12              |
| 6               | Шота Ломидзе (URS) | Пропускал    |                    |                 |

### Встреча 3
| Штрафных баллов | Участник 1         | Результат | Участник 2       | Штрафных баллов |
| --------------- | ------------------ | --------- | ---------------- | --------------- |
| 6               | Шота Ломидзе (URS) | Ничья     | Ахмет Айик (TUR) | 5               |